# 藤原光輔
藤原 光輔（ふじわら の みつすけ、生没年不詳）は、平安時代末期から鎌倉時代初期のかけての貴族。初名は光能。藤原式家、内蔵権頭・藤原長光の子。

## 経歴
大内記・式部少輔・文章博士など文人官僚を歴任する一方、治承3年（1179年）正五位下に叙せられ、位階は従四位上に至った。
九条家の家司を務め、寿永2年（1183年）関白・近衛基通の上表文を作成した。また、文治元年（1185年）自邸に群盗が乱入する事件が起こり、右大臣・九条兼実から見舞いとして綿衣・小袖を与えられている。
文人としては、文章博士在任中の文治2年（1186年）後鳥羽天皇の御書始に際して尚復を務め、文治6年（1190年）改元にあたって建久の元号を勘申し、採用されている。

## 系譜
『尊卑分脈』による。
- 父：藤原長光
- 母：賢円の娘
- 生母不詳の子女
  - 長男：藤原長衡
  - 次男：藤原長倫（1173-?）